# Deogyusan nationalpark
Deogyusan nationalpark (koreanska: Tŏgyusan-gungnipkongwŏn) är en nationalpark i Sydkorea.   Den ligger i provinsen Norra Jeolla, i den centrala delen av landet, 200 km söder om huvudstaden Seoul. Deogyusan nationalpark ligger i genomsnitt 821 meter över havet.
Nationalparken som inrättades 1975 täcker en yta av 231,65 km². Den ligger i ett område där flera bergskedjor möts. Bergstoppen Hyangjeokbong ligger 1614 meter över havet och är den fjärde högsta i landet. I nationalparken registrerades 1067 olika växtarter varav många är blommor och djurlivet utgörs av 32 däggdjursarter, 130 fågelarter, 9 groddjursarter, 13 kräldjursarter, 28 fiskarter och 1337 insektsarter (värden från 2009). Här hittas bland annat flygekorrar och mårdar.